# Березин, Валентин Платонович
Валентин Платонович Березин — советский хозяйственный, государственный и политический деятель.

## Биография
Родился в 1914 году в Гяндже. Член КПСС.
С 1930 года — на хозяйственной, общественной и политической работе. В 1930—1975 гг. — учитель в Георгиевске, старший горный смотритель, начальник участка прииска имени Берзина, заведующий горными работами, главный инженер, начальник прииска имени Водопьянова, главный инженер прииска имени Чкалова, старший инженер производственно-технического отдела, начальник горнотехнического отдела, начальник производственно-технического отдела Дальстроя, начальник Чай-Урьинского горнопромышленного управления, начальник производственно-технического отдела, заместитель главного инженера, начальник технического управления Дальстроя, заместителем начальника Главного управления Дальстроя, заместитель председателя, первый заместитель председателя Магаданского/Северо-Восточного совнархоза, начальник, генеральный директор объединения «Северовостокзолото», начальник Главного управления золото-платиновой и алмазной промышленности МЦМ СССР.
Делегат XXIII съезда КПСС.
Лауреат Ленинской премии[когда?][где?].
Умер в Москве в 1989 году.